# Viktor Jelen, sanjač
Viktor Jelen, sanjač (COBISS) je roman Vladimirja P. Štefanca; izšel je leta 2002 pri Mladinski knjigi.

## Vsebina
Viktor Jelen naivno verjame v občo Pravičnost in dobrohotni prst Usode, zato se dokaj neuspešno prebija skozi življenjsko preizkušnjo. Kljub temu je prepričan, da je ustvarjen za velike, čisto posebne dosežke, ki ne bodo spremenili le njegovega življenja. Bizarne novičke, ki jih zbira za razvedrilno stran časopisa, potrjujejo, da se čudne stvari ne dogajajo le njemu. Na koncu tudi sam pristane v eni od teh novičk in odkoraka naprej po svoji čudni poti.